# Карл Генріх Ульріхс
Карл Гайнріх Ульріхс (нім. Karl Heinrich Ulrichs, 28 серпня 1825 року, Аурих (Німеччина) — Л'Акуіла (Італія), 14 липня 1895 року) — німецький адвокат, журналіст, письменник і зачинатель руху за права сексуальних меншин.

## Ранні роки життя
Карл-Генріх Ульріхс народився в Ганновері, місті на північному заході Німеччини. У зрілі роки Ульріхс згадував, що, будучи дитиною, він таємно надягав одяг для дівчаток, волів грати з дівчатками і хотів бути дівчинкою.

## Роки зрілості
Карл-Генріх Ульріхс отримав ступінь бакалавра права і теології в Університеті Геттінгена в 1846 РОЦІ. З 1846 по 1848 роки він вивчав історію в Університеті Берліна і писав магістерську дисертацію латинською мовою по Вестфальському миру. В 1849—1857 роках працював юридичним радником районного суду в Гільдесгаймі. Звільнений у зв'язку з гомосексуальністю. Після приєднання Ганновера до Пруссії в 1866 році Ульріхс був поміщений у в'язницю за анти-прусську діяльність.

## Виступи Ульріхса на підтримку декриміналізації гомосексуальності
У серії книг «Дослідження загадки любові між чоловіками», написаних у 1860-1870-х роках, Карл Генріх Ульріхс запропонував термін «уранізм» для позначення гомосексуальності.
Ульріх розробив класифікацію людських типів. Він вважав, що гомосексуали не є ні чоловіками, ні жінками, а являють собою третій ґендер. Таких людей він іменував «уран» або «урнінгамі» (причому вважав, що любов Ураном більш піднесена, ніж любов між чоловіком та жінкою).
Ульріх вважав, що уранізм є вродженим властивістю людини, і стверджував, що гомосексуали внаслідок цього не повинні залучатися до кримінальної відповідальності. 29 серпня 1867 року, виступаючи на Конгресі німецьких юристів в Мюнхені, Ульріх заявив, що антигомосексуальне законодавство має бути скасовано. Така пропозиція в той час не знайшло розуміння юристів.
За створення «Союзу ураністів» Ульріх був кинутий у в'язницю на два роки.
Теоретичні побудови Ульріха відрізнялися від поглядів інших сучасних йому вчених тим, що він вважав гомосексуальність різновидом норми, а не патологією. Він перший описав гомосексуальну особистість і ввів термін «сексуальна орієнтація», припускаючи, що вона є природною і незмінною.

## Твори Ульріхса
- Numa Numantius. Inclusa. Anthropologische Studiën über mannmännliche Geschlechtsliebe. Leipzig, 1864. (нім.)
- Numa Numantius. Formatrix. Anthrop. Studien über urnische Liebe. Leipzig, 1865. (нім.)
- Numa Numantius. Vindex. Social-juristische Studien über mannmännliche Geschlechtsliebe. Leipzig, 1864. (нім.)
- Numa Numantius. Vindicta. Kampf für Freiheit u. s. w. Leipzig, 1865. (нім.)
- Numa Numantius. Ara Spei. Moralphil. und Socialphil. Studien über urnische Liebe. Leipzig, 1865. (нім.)
- K. H. Ulrichs. Gladius Furens. Das Naturräthsel der Urningsliebe. Kassel, Württenberger, 1868. (нім.)
- K. H. Ulrichs. Memnon. Die Geschlechtsnatur des mannliebenden Urnings. Schleiz, H. Heyn, 1868. (нім.)
- K. H. Ulrichs. Incubus. Urningsliebe und Blutgier. Leipzig, A. Serbe, 1869. (нім.)
- K. H. Ulrichs. Argonauticus. Zastrow und die Urninge. Leipzig, A. Serbe, 1869. (нім.)
- K. H. Ulrichs. Prometheus. Beitärge zur Erforschung des Naturräthsels des Uranismus. Leipzig, Serbe, 1870. (нім.)
- K. H. Ulrichs. Araxes. Ruf nach Defreiung der Urningsnatur vom Strafgesetz. Schleiz, Heyn, 1870. (нім.)